# Charles De Ketelaere
Charles De Ketelaere (Brujas, Bélgica, 10 de marzo de 2001) es un futbolista belga que juega de centrocampista en el Atalanta B. C. de la Serie A de Italia.

## Trayectoria
Tras empezar a formarse como futbolista en el Club Brujas, finalmente hizo su debut con el primer equipo el 22 de octubre de 2019. Lo hizo en un partido de la Liga de Campeones de la UEFA 2019-20 contra el París Saint-Germain F. C., donde empezó a jugar desde el inicio del partido hasta el minuto 57, momento en el que le sustituyó David Okereke.

## Selección nacional
Tras haber sido internacional en categorías inferiores, el 11 de noviembre de 2020 debutó con la selección absoluta de Bélgica en un amistoso ante Suiza que ganaron por 2-1. Casi un año después, el 10 de octubre de 2021, marcó su primer gol en el partido por el tercer y cuarto puesto de la Liga de Naciones de la UEFA 2020-21 ante Italia.

### Participaciones en Copas del Mundo
| Mundial                        | Sede  | Resultado    | Partidos | Goles |
| ------------------------------ | ----- | ------------ | -------- | ----- |
| Copa Mundial de Fútbol de 2022 | Catar | Primera fase | 1        | 0     |

### Participaciones en Eurocopas
| Copa          | Sede     | Resultado        | Partidos | Goles |
| ------------- | -------- | ---------------- | -------- | ----- |
| Eurocopa 2024 | Alemania | Octavos de final | 1        | 0     |

## Estadísticas

### Clubes
Actualizado al último partido disputado el 25 de mayo de 2025.
| Club                        | Div.          | Temporada     | Liga  | Liga  | Liga   | Copas nacionales | Copas nacionales | Copas nacionales | Copas internacionales | Copas internacionales | Copas internacionales | Total | Total | Total  |
| Club                        | Div.          | Temporada     | Part. | Goles | Asist. | Part.            | Goles            | Asist.           | Part.                 | Goles                 | Asist.                | Part. | Goles | Asist. |
| --------------------------- | ------------- | ------------- | ----- | ----- | ------ | ---------------- | ---------------- | ---------------- | --------------------- | --------------------- | --------------------- | ----- | ----- | ------ |
| Club Brugge K. V. · Bélgica | 1.ª           | 2019-20       | 13    | 1     | 1      | 6                | 1                | 1                | 6                     | 0                     | 0                     | 25    | 2     | 2      |
| Club Brugge K. V. · Bélgica | 1.ª           | 2020-21       | 38    | 3     | 6      | 1                | 0                | 0                | 7                     | 2                     | 0                     | 46    | 5     | 6      |
| Club Brugge K. V. · Bélgica | 1.ª           | 2021-22       | 39    | 14    | 9      | 4                | 4                | 1                | 6                     | 0                     | 1                     | 49    | 18    | 11     |
| Club Brugge K. V. · Bélgica | Total club    | Total club    | 90    | 18    | 16     | 11               | 5                | 2                | 19                    | 2                     | 1                     | 120   | 25    | 19     |
| A. C. Milan · Italia        | 1.ª           | 2022-23       | 32    | 0     | 1      | 2                | 0                | 0                | 6                     | 0                     | 0                     | 40    | 0     | 1      |
| A. C. Milan · Italia        | Total club    | Total club    | 32    | 0     | 1      | 2                | 0                | 0                | 6                     | 0                     | 0                     | 40    | 0     | 1      |
| Atalanta B. C. · Italia     | 1.ª           | 2023-24       | 35    | 10    | 8      | 4                | 2                | 1                | 11                    | 2                     | 2                     | 50    | 14    | 11     |
| Atalanta B. C. · Italia     | 1.ª           | 2024-25       | 36    | 7     | 7      | 3                | 2                | 0                | 11                    | 4                     | 5                     | 50    | 13    | 12     |
| Atalanta B. C. · Italia     | Total club    | Total club    | 71    | 17    | 15     | 7                | 4                | 1                | 22                    | 6                     | 7                     | 100   | 27    | 23     |
| Total carrera               | Total carrera | Total carrera | 193   | 35    | 32     | 20               | 9                | 3                | 47                    | 8                     | 8                     | 260   | 52    | 43     |
| 1. 2. 3.                    |               |               |       |       |        |                  |                  |                  |                       |                       |                       |       |       |        |

## Palmarés

### Títulos nacionales
| Título                      | Club        | País    | Año  |
| --------------------------- | ----------- | ------- | ---- |
| Primera División de Bélgica | Club Brujas | Bélgica | 2020 |
| Primera División de Bélgica | Club Brujas | Bélgica | 2021 |
| Supercopa de Bélgica        | Club Brujas | Bélgica | 2021 |
| Primera División de Bélgica | Club Brujas | Bélgica | 2022 |
| Supercopa de Bélgica        | Club Brujas | Bélgica | 2022 |

### Títulos internacionales
| Título                 | Equipo         | Sede   | Año  |
| ---------------------- | -------------- | ------ | ---- |
| Liga Europa de la UEFA | Atalanta B. C. | Dublín | 2024 |